# Astacoides hobbsi
Astacoides hobbsi is een kreeftensoort uit de familie van de Parastacidae. De wetenschappelijke naam van de soort is voor het eerst geldig gepubliceerd in 2005 door Boyko in Boyko, Ravpahangimalala, Randriamsimanana & Razafindrazaka.